# Celastrina neodilecta
Celastrina neodilecta är en fjärilsart som beskrevs av Hans Fruhstorfer 1917. Celastrina neodilecta ingår i släktet Celastrina och familjen juvelvingar. Inga underarter finns listade i Catalogue of Life.